# Centrochthonius dashdamirovi
Espèce
Centrochthonius dashdamirovi est une espèce de pseudoscorpions de la famille des Pseudotyrannochthoniidae.

## Distribution
Cette espèce est endémique de la province d'Och au Kirghizistan. Elle se rencontre vers Kara-Köl.

## Description
La femelle holotype mesure 2,3 mm.

## Systématique et taxinomie
Cette espèce a été décrite en 2023 par les arachnologues russes Vasiliy B.Kolesnikov (d), Kirill G. Mikhailov (d) & Ilya S. Turbanov (d).

## Étymologie
Cette espèce est nommée en l'honneur de Dashdamirov (d). 

## Publication originale
- (en) Vasiliy B. Kolesnikov, Kirill G. Mikhailov et Ilya S. Turbanov, « A new species of the genus Centrochthonius Beier, 1931 (Pseudoscorpiones: Pseudotyrannochthoniidae) from Kyrgyzstan », Arthropoda Selecta, Russie, vol. 32, no 4,‎ 2023, p. 444–454 (ISSN 0136-006X, lire en ligne, consulté le 2 janvier 2024).